# Жалтыр (озеро, район Шал акына)
Жалтыр (Жалтырь, каз. Жалтыр) — солёное озеро в районе Шал акына Северо-Казахстанской области Казахстана. Находится в 17 км к северо-востоку от села Дмитриевка и в 3 км к северо-востоку от села Жалтыр.
По данным топографической съёмки 1940-х годов, площадь поверхности озера составляет 13,55 км². Наибольшая длина озера — 5,7 км, наибольшая ширина — 3,1 км. Длина береговой линии составляет 17,2 км, развитие береговой линии — 1,31. Озеро расположено на высоте 152,6 м над уровнем моря.
Питание снегово-дождевое и грунтовое. Берега пологие, глинистые. Замерзает ноябре-апреле.
Озеро Жалтыр входит в перечень рыбохозяйственных водоёмов местного значения, имеется озёрно-товарное рыбоводное хозяйство.